# Bixbyite-(Mn)
La bixbyite è un minerale.